# Observatorio de Oukaïmeden
El Observatorio de Oukaïmeden (J43) es un observatorio astronómico situado en la comuna de Oukaïmden en la cordillera del Atlas, en Marruecos, a 2750 metros sobre el nivel del mar.

## Telescopio
El observatorio cuenta con el telescopio TRAPPIST-Norte, telescopio gemelo del TRAPPIST-Sur situado en el Observatorio La Silla en Chile, ambos operados desde Lieja, Bélgica, por el Centro Espacial de la Universidad de Lieja.

## Descubrimientos
En mayo de 2016, los datos de los telescopios ayudaron a identificar TRAPPIST-1, estrella enana ultra-fría de la constelación de Acuario.